# Municipio de Liberty (condado de Day)
El municipio de Liberty (en inglés: Liberty Township) es un municipio ubicado en el condado de Day en el estado estadounidense de Dakota del Sur. En el año 2010 tenía una población de 47 habitantes y una densidad poblacional de 0,51 personas por km².

## Geografía
El municipio de Liberty se encuentra ubicado en las coordenadas 45°33′4″N 97°32′28″O / 45.55111, -97.54111. Según la Oficina del Censo de los Estados Unidos, el municipio tiene una superficie total de 92.09 km², de la cual 77,95 km² corresponden a tierra firme y (15,35 %) 14,14 km² es agua.

## Demografía
Según el censo de 2010, había 47 personas residiendo en el municipio de Liberty. La densidad de población era de 0,51 hab./km². De los 47 habitantes, el municipio de Liberty estaba compuesto por el 100 % blancos. Del total de la población el 0 % eran hispanos o latinos de cualquier raza.